# French corazon
Albums de Brigitte Fontaine
Les églantines sont peut-être formidables
(1980) Genre humain
(1995)
French Corazon est le dixième album de la chanteuse et écrivain française Brigitte Fontaine, sorti en 1988.
Sorti au Japon en 1988 à la faveur d'une tournée de l'artiste dans ce pays, il n'a été distribué en France qu'en 1990. Il fut réédité par Polydor/universal en 1999 sous le titre Le Nougat, mais sans le premier morceau, « French Corazon ». L'album a été réédité sous forme complète depuis.
Parmi les chansons notables, Le Nougat, tube festif enterré par le début de la guerre du Golfe  ; Hollywood, un autre standard de Brigitte Fontaine (sur le même thème que La Métro sur l'album Libido) ; Leïla, évocation de son amitié avec Leïla Derradji ; Dis, évocation de son amour pour Areski Belkacem ; In Nomine Matrice et Les Carmens constituent deux hymnes à la féminité.
La pochette originale du disque est une photographie de Peter Lindbergh. Entre 1993 et 2007, cette pochette a été remplacée par un dessin d'Olivia Clavel du groupe Bazooka, en référence au clip que celle-ci avait réalisé autour du titre Le Nougat.
Plaisanterie classique et D'ailleurs tiennent davantage, chacun dans son genre, de l'exercice de style.

## Liste des titres
| No  | Titre                                                                            | Durée |
| --- | -------------------------------------------------------------------------------- | ----- |
| 1.  | French Corazon                                                                   |       |
| 2.  | La Cantatrice Chauve                                                             |       |
| 3.  | Le Nougat                                                                        |       |
| 4.  | Hollywood (en duo avec Joëlle Garcenot)                                          |       |
| 5.  | Mauviette                                                                        |       |
| 6.  | Leïla                                                                            |       |
| 7.  | Welcome Pingouin (en duo avec Areski)                                            |       |
| 8.  | Dis                                                                              |       |
| 9.  | In Nomine Matrice                                                                |       |
| 10. | Les Carmens                                                                      |       |
| 11. | Plaisanterie Classique                                                           |       |
| 12. | Folie Furieuse                                                                   |       |
| 13. | D'Ailleurs (en duo avec Areski)                                                  |       |
| 14. | D'Ailleurs (en trio avec Higelin et Areski, uniquement sur la réédition de 1993) |       |